# Ave Nue
Ave Nue – to polsko-francuski zespół grający muzykę retro-pop, jazz założony w 2013. Zespół powstał w 2013 z inicjatywy pianisty Damiana Pietrasika oraz wokalistki Katii Priwieziencew w 2013. W latach 2014–2016 występowali pod nazwą Avenue

## Muzycy

### Obecny skład zespołu
- Damian Pietrasik – fortepian
- Katia Priwiezencew – wokal

### Muzycy sesyjni
- Kacper Zasada – kontrabas, gitara basowa
- Amadeusz Krebs – perkusja
- Łukasz Korybalski – trąbka

## Dyskografia
W 2015 r. został wydany album Musique nakładem Fonografiki.

### Albumy studyjne
- Musique (2015)